# Il fantastico mondo di Aladino
Il fantastico mondo di Aladino (A Kid in Aladdin's Palace) è un film del 1998 diretto da Robert L. Levy, sequel di Un ragazzo alla corte di re Artù.

## Trama
In un'epoca lontana, il re Aladino giunge in una magica Grotta delle Meraviglie dove nasconde la lampada del Genio. Uscito dalla grotta incontra il malvagio fratello Luxor con i suoi scagnozzi, che in realtà volevano la magica lampada per avere il potere assoluto. Aladino però disperde la chiave, che si divide in due parti che si spargono per il deserto, chiudendo così la grotta con delle pietre. Luxor, che non può entrare, infonde in Aladino la magia del Sonno di Mille e una Morte, che addormenta il sultano.
La moglie di Aladino e sua figlia, Sherazade, capiscono subito l'inganno dello zio. Sono aiutate da un ragazzo di nome Calvin.